# Macaubal
Macaubal es un municipio brasileño del estado de São Paulo. La ciudad tiene una población de 7.663 habitantes (IBGE/2010). Macaubal pertenece a la Microrregión de Nhandeara.

## Historia
- Fundación: 3 de mayo de 1928

## Geografía
Se localiza a una latitud 20º48'21" sur y a una longitud 49º57'50" oeste, estando a una altitud de 516 metros.
Posee un área de 248,649 km².

### Demografía
Datos del Censo - 2010
Población total: 7.663
- Urbana: 6.773
- Rural: 890
- Hombres: 3.880[6]
- Mujeres: 3.783

Densidad demográfica (hab./km²): 30,88
Datos del Censo - 2000
Mortalidad infantil hasta 1 año (por mil): 14,36
Expectativa de vida (años): 72,04
Tasa de fertilidad (hijos por mujer): 2,09
Tasa de alfabetización: 88,69%
Índice de Desarrollo Humano (IDH-M): 0,781
- IDH-M Salario: 0,706
- IDH-M Longevidad: 0,784
- IDH-M Educación: 0,852

(Fuente: IPEADATA)

### Carreteras
- SP-310

## Administración
- Prefecto: Sérgio Luiz de Mira (2009/2012)
- Viceprefecto: Dorivaldo Botelho (2009/2012)
- Presidente de la cámara: (2009/2010)